# Megachile bredoi
Megachile bredoi är en biart som beskrevs av Cockerell 1935. Megachile bredoi ingår i släktet tapetserarbin, och familjen buksamlarbin. Inga underarter finns listade i Catalogue of Life.